# Пробиштип (община)
Пробиштип (макед. Општина Пробиштип) — община в Северной Македонии. Расположена в восточной части страны. Население составляет 16 193 человека (2002 год).
Административный центр — город Пробиштип.
Площадь территории общины 325,57 км².
Этническая структура населения в общине по переписи населения 2002 года:
- македонцы — 15 977 чел. (98,7%);
- остальные — 216 чел. (1,3%)